# Pottersville (New Jersey)
 (août 2025).
Pottersville est une census-designated place située dans les comtés de Hunterdon et de Somerset, dans l’État du New Jersey, aux États-Unis. Lors du recensement de 2020, elle compte 467 habitants.